# Szent Karión
Szent Karión, latinosan Cyrion (4. század) szentként tisztelt ókeresztény egyiptomi remete, az úgynevezett sivatagi atyák egyike.
A szkétiszi szerzetesek második nemzedékéhez tartozott. Elhagyta feleségét és két kiskorú gyermekét, hogy szerzetes lehessen Szkétiszben. A később kitört éhínség miatt egyik fiát, Zakariást maga mellé vette. Környezetében rossz szemmel nézték, hogy egy fiatal serdülő fiúval él együtt, mert nem tudták, hogy Zakariás a gyermeke. Ezért Karión fiával Thébaisz ment, majd egy idő után visszatért Szkétiszbe. Végül Zakariás, hogy véget vessen a szóbeszédnek, egy nátrontóba merült, amivel teljesen elcsúfította a testét. Ezek után már senki sem hitte, hogy Karión szépsége miatt szeretőként tartja maga mellett.
Az egyház szentként tiszteli, és december 5-én üli ünnepét.

## Lásd még
- Ortodox szentek listája
- Sivatagi atyák